# Idol (песня)
«Idol» — песня в исполнении корейской поп-группы BTS, ставшая лид-синглом с их третьего альбома-компиляции Love Yourself: Answer. Сингл вышел в продажу 24 августа 2018 года, также была записана альтернативная версия песни с участием американской певицы Ники Минаж.

## Информация о песне
В публикации журнала Billboard' говорится, что «Idol» — «вдохновлённый традициями трек», представляющий различные классические корейские музыкальные инструменты. Песня и последовавший видеоклип были созданы под влиянием музыки пхансори и фильма 1997 года «Без лица», снятого Джоном Ву. Издания Yonhap и Rolling Stone India указывают, что песня представляет собой EDM-трек, объединяющий в себе танцевальную музыку Южной Африки, традиционные корейские ритмы и каягым.
Информация о том, что группа собирается выпустить совместный трек с Ники Минаж, появилась за два дня до выхода сингла.
После выхода в свет, песня побудила интернет-пользователей к участию в танцевальном челлендже, ставшем известным под названием «Idol Challenge», где люди выкладывали видео с танцем под припев песни и попыткой повторить хореографию из видеоклипа. В акции приняли участие участник корейской группы B.A.P Zelo и американский танцор Стивен Босс во время эфира телепрограммы Шоу Эллен Дедженерес.

## Видеоклип
22 августа 2018 года группа выпустила тизер грядущего видеоклипа, который вышел через два дня. За сутки после выхода клипа на YouTube клип установил рекорд по количеству просмотров за 24 часа среди музыкальных видео, с 45 миллионами просмотров обогнав предыдущий рекорд среди K-pop видео «Ddu-Du Ddu-Du» группы Black Pink, а также предыдущего держателя рекорда среди всех музыкальных видео — клип на песню «Look What You Made Me Do» Тейлор Свифт. 29 августа видео установило рекорд 2018 года, набрав 100 миллионов просмотров за наименьший на этот момент срок.

## Отзывы критиков
В рецензии от издания Time «Idol» характеризуется как «клубный трек с тяжёлым битом, пульсирующий с энергией и мелодией саксофона над вершиной», а сотрудничество с Ники Минаж критик называет «началом грядущего появления BTS на американской сцене».

## Список композиций
| №  | Название | Автор(ы)                                                   | Продюсеры | Длительность |
| -- | -------- | ---------------------------------------------------------- | --------- | ------------ |
| 1. | «Idol»   | "hitman" bang, Ali Tamposi, RM, Roman Campolo, Supreme Boi | Pdogg     | 3:43         |

| №  | Название                       | Автор(ы)                                                                       | Продюсеры | Длительность |
| -- | ------------------------------ | ------------------------------------------------------------------------------ | --------- | ------------ |
| 1. | «Idol» (featuring Nicki Minaj) | "hitman" bang, Ali Tamposi, Onika Maraj, Pdogg, RM, Roman Campolo, Supreme Boi | Pdogg     | 4:20         |

## Позиции в чартах
| Чарт (2018)                        | Наивысшая позиция |
| ---------------------------------- | ----------------- |
| Австралия (ARIA)                   | 35                |
| Венгрия (Single Top 40)            | 2                 |
| Венгрия (Stream Top 40)            | 20                |
| (IRMA)                             | 33                |
| Hot 100 (Billboard)                | 11                |
| RIM                                | 1                 |
| Hot Singles (RMNZ)                 | 2                 |
| Шотландия (OCC Scotland)           | 10                |
| RIAS                               | 1                 |
| Словакия (Singles Digitál Top 100) | 61                |
| Gaon                               | 1                 |
| Kpop Hot 100                       | 1                 |
| PROMUSICAE                         | 71                |
| Sverigetopplistan                  | 60                |
| UK Independent Singles             | 3                 |
| Великобритания (OCC UK Singles)    | 21                |

| Чарт (2018)                                | Наивысшая позиция |
| ------------------------------------------ | ----------------- |
| (Monitor Latino)                           | 14                |
| Австрия (Ö3 Austria Top 40)                | 26                |
| Бельгия/Фландрия (Ultratip Bubbling Under) | 26                |
| Canadian Hot 100                           | 5                 |
| SNEP                                       | 103               |
| Германия (GfK)                             | 43                |
| Greece Digital Songs (Billboard)           | 1                 |
| FIMI                                       | 88                |
| Hot 100 (Billboard Japan)                  | 47                |
| Нидерланды (Single Top 100)                | 96                |
| Португалия (AFP)                           | 47                |
| (Gaon)                                     | 86                |
| (Kpop Hot 100)                             | 10                |
| Sweden Digital Songs (Billboard)           | 1                 |
| Швейцария (Schweizer Hitparade)            | 45                |
| Billboard Hot 100                          | 11                |

## Награды и номинации
| Программа        | Дата            | Ссылка |
| ---------------- | --------------- | ------ |
| Music Bank (KBS) | 31 августа 2018 | [ 53 ] |

| Награда                 | Дата            | Ссылка |
| ----------------------- | --------------- | ------ |
| Weekly Popularity Award | 27 августа 2018 | [ 54 ] |

## Хронология издания
| Страна | Дата            | Формат               | Лейбл                         | Ссылка |
| ------ | --------------- | -------------------- | ----------------------------- | ------ |
| Мир    | 24 августа 2018 | цифровая дистрибуция | Big Hit Entertainment, IRIVER | [ 55 ] |